# Lemorana
Lemorana ist eine osttimoresische Aldeia. Sie liegt im Norden des Sucos Dare (Verwaltungsamt Vera Cruz, Gemeinde Dili). Südlich liegt die Aldeia Fuguira/Bauloc und südwestlich die Aldeia Coalau II. Im Nordwesten befindet sich der Suco Bairro Pite und im Nordosten der Suco Vila Verde.
In Lemorana leben 295 Menschen (2015). Die Häuser gruppieren sich um den meist trockenen Flusslauf des Maloa, über den die Ponte Kotu nach Vila Verde führt, und entlang einer kleinen Straße, die in Richtung Südosten sich in den Hügeln verliert.